# L-O-V-E
L-O-V-E 是纳·京·高尔录制在他的同名专辑中的一首歌曲 。它由Bert Kaempfert作曲，Milt Gabler作词。小号独奏是由Bobby Bryant来演奏 这首歌有一个器乐版本，出现在之前 Kaempfert的专辑Blue Midnight中 (1964)。
Cole同时也录有"L-O-V-E"的意，法，西，德，日语的这几个版本。

## 翻唱版本
这首歌被很多歌手所翻唱过，包括有Dionne Warwick在她的专辑 The Windows of the World (1967) 中的版本，Cole的女儿Natalie Cole在她的专辑Unforgettable... with Love (1991) 的翻唱，以及麥可·布雷的特别献唱，录制他的专辑Call Me Irresponsible (2007)中。
英文歌手喬絲·史東为香奈儿的 Coco Mademoiselle香水的广告短片录制了"L-O-V-E"的翻唱版本。该片由姬拉·麗莉主演，并由喬·萊特，最早是在2007年9月24日，在E!, Bravo和VH1上与观众见面。 Stonn版本的数码版发行于2007年9月18日，并达到英国单曲排行榜第100位瑞士单曲排行榜第75位的成绩。 这首歌曲几年也作为附赠歌曲，收录在了她的第三张专辑Introducing Joss Stone 的豪华版中，以她在2011年的精选辑The Best of Joss Stone 2003-2009之中。
2007年10月14日，在一场在圣莫尼卡的Barker Hangar举办的旨在提高人们对于女性癌症意识的慈善音乐会Frosted Pink上，Stone和Natalie Cole表演了对唱。该场演出由美国广播公司转播。

## 榜单成绩
Nat King Cole 所演唱的版本
| 排行榜 (1964)        | 最高排名 |
| 美国公告牌百强单曲榜 | 81       |
| -------------------- | -------- |

| 排行榜 (2014)           | 最高排名 |
| 法国 法国唱片出版业公会 | 111      |
| ----------------------- | -------- |

Joss Stone 所演唱的版本
| 排行榜 (2007)                        | 最高排名 |
| 瑞士（瑞士单曲排行榜）               | 75       |
| 英国单曲排行榜（英国官方排行榜公司） | 100      |
| ------------------------------------ | -------- |

## 在流行文化方面
- Natalie Cole 所演唱的版本出现在2005年的电影Bewitched中
- 布魯斯·坎貝爾 在电视剧 Jack of All Trades的一集中演唱一个简略版本——尽管他有更改一些歌词，因为他忘记了O代表什么意思了
- Drew Carey 在电视剧 The Drew Carey Show的一集中演唱过
- 出现在 奧黛莉·朵杜 主演的法国电影 He Loves Me... He Loves Me Not（À la folie... pas du tout）
- 出现在电影 Quick Change 中[14]
- 出现在电影 天生一对 (1998年电影)天生一对中
- 出现在电影 The Little Rascals中
- 出现在电影 How to Lose a Guy in 10 Days中
- 出现在电影 Why Did I Get Married? 中
- 出现在电影 The Girl From Monaco 中
- 出现在电影 充气娃娃之恋 中
- 出现在电影 凱特的慾望日記 中
- 出现在电影 Ghosts of Girlfiends past中
- 出现在电视剧 居家男人第十一季 Valentine's Day in Quahog 那一集中
- 出现在英国广播公司在2013年播放的电视剧 Boom Town 中的一个爱情小品 Pablo the Romantic"（由 Pablo Bubar 主演）